# Brünnstein
Der Brünnstein ist ein 1634 m ü. NHN hoher Berg in den Bayerischen Voralpen im Mangfallgebirge in der Nähe des Sudelfeldgebiets. Er ist ein in Ost-West-Richtung langgestrecktes Kalkriff, das nach Süden steil, nach Norden sehr steil abfällt. Der Brünnstein ist einer der beliebtesten Ausflugsberge der Region.

## Touristische Erschließung
In der Ostflanke des Massivs liegt das Brünnsteinhaus (1342 m), das fast ganzjährig bewirtschaftet wird und auch Übernachtungsmöglichkeiten bietet. Es ist erreichbar von Oberaudorf (Fahrweg ab Rechenau 790 m, im Winter anspruchsvolle Rodelstrecke), von Kiefersfelden (Parkplatz Hintere Gießenbachklamm 780 m), vom Tatzelwurm (Wasserfall) oder vom Gasthaus Rosengasse.

## Gipfel
Peterskopf (Hauptgipfel, 1634,2 m)
Der höchste Punkt ist touristisch nicht erschlossen, man erreicht ihn vom Ostgipfel durch eine nicht ungefährliche Kraxelei entlang der ausgesetzten Gratschneide. Entlang des Pfades wird der Paulskopf 1633 m passiert. 
Ostgipfel (1619 m)
Begangen wird in aller Regel der Ostgipfel, auf dem sich eine kleine Kapelle und ein Gipfelkreuz befinden.
Am Brünnsteinhaus und an der Himmelmoosalm beginnen Wanderwege, die von Süden her zum Ostgipfel führen; sie vereinigen sich kurz vor dem Gipfel und führen dann durch steile Schrofen (etwas ausgesetzt, Seilsicherung).
Ab Brünnsteinhaus durch die Ostflanke auf dem Dr.-Julius-Mayr-Weg, einem leichten Klettersteig (Schwierigkeitsgrad A), der Trittsicherheit und Schwindelfreiheit erfordert; ca. 45 Minuten.
Brünnsteinschanze (1546 m)
Im Winter ist der Brünnstein schwer erreichbar. Skitourengeher und Schneeschuhwanderer besteigen dann den westlichen Nachbargipfel Brünnsteinschanze.